# Championnat des îles Caïmans de football 2014-2015
Navigation
Saison précédente Saison suivante
La saison 2014-2015 du Championnat des îles Caïmans de football est la trente-sixième édition de la première division aux Îles Caïmans, nommée CIFA National Premier League. Les huit formations de l'élite sont réunies au sein d'une poule unique où elles s'affrontent trois fois au cours de la saison. Le dernier du classement est relégué tandis que le 7e doit affronter le vice-champion de Division One en barrage de promotion-relégation. 
C'est le club de Scholars International qui remporte la compétition cette saison après avoir terminé en tête du classement final, avec huit points d’avance sur Elite SC et treize sur Cayman Athletic SC. Il s’agit du neuvième titre de champion des îles Caïmans de l'histoire du club.

## Qualifications continentales
Le vainqueur du championnat se qualifie pour la phase de poules de la CFU Club Championship 2016.

## Les clubs participants
- Scholars International
- Roma United SC - Promu de Division One
- Cayman Brac FC - Promu de Division One
- Elite SC
- George Town SC
- Bodden Town FC
- Sunset FC
- Cayman Athletic SC

## Compétition
Le barème de points servant à établir le classement se décompose ainsi :
- Victoire : 3 points
- Match nul : 1 point
- Défaite : 0 point

### Classement
| Rang | Équipe                 | Pts | J  | G  | N  | P  | Bp | Bc | Diff |
| ---- | ---------------------- | --- | -- | -- | -- | -- | -- | -- | ---- |
| 1    | Scholars International | 43  | 21 | 12 | 7  | 2  | 45 | 21 | +24  |
| 2    | Elite SC               | 35  | 21 | 10 | 5  | 6  | 43 | 33 | +10  |
| 3    | Cayman Athletic SCC    | 30  | 21 | 8  | 6  | 7  | 47 | 45 | +2   |
| 4    | Sunset FC              | 29  | 21 | 9  | 2  | 10 | 32 | 30 | +2   |
| 5    | Bodden Town FCT        | 28  | 21 | 7  | 7  | 7  | 34 | 36 | -2   |
| 6    | George Town SC         | 25  | 21 | 7  | 4  | 10 | 29 | 32 | -3   |
| 7    | Roma United SCP        | 22  | 21 | 4  | 10 | 7  | 22 | 27 | -5   |
| 8    | Cayman Brac FCP        | 17  | 21 | 4  | 5  | 12 | 28 | 56 | -28  |

|  | Qualification pour la CFU Club Championship 2016                                         |
|  | Participation au barrage de promotion-relégation                                         |
|  | Relégation en Division One                                                               |
|  | T : Tenant du titre C : Vainqueur de la Coupe des îles Caïmans P : Promu de Division One |

### Résultats

#### Barrage de promotion-relégation
Le 7e de Premier League, Roma United SC, rencontre le vice-champion de Division One pour se disputer la dernière place pour le championnat de première division de la saison suivante. Roma remporte le barrage et se maintient en première division.

## Bilan de la saison
| Championnat des îles Caïmans de football 2014-2015 |                                   |
| Champion                                           | Scholars International (9e titre) |
| Coupes et trophées                                 |                                   |
| Vainqueur de la Coupe des îles Caïmans 2014-2015   | Cayman Athletic SC                |
| Qualifications continentales                       |                                   |
| CFU Club Championship 2016                         | Scholars International            |
| Promotions et relégations                          |                                   |
| Promus en CIFA National Premier League             | Academy SC                        |
| Relégués en Division One                           | Cayman Brac FC                    |